# Hans Thomesen Stege
Hans Thomesen Stege (død 1628), dansk præst og digter.
Tilnavnet Stege fik han efter sin fødeby.
Han var rektor i Hobro og fra 1610 til sin død i 1628 præst i Fanefjord på Møn.
I Dansk Biografisk Lexikon skriver den senere præst i Fanefjord, Johan Paludan, om Steges værk "Cleopatra" bl.a., at "Stykket er uden noget som helst poetisk Værd, men ganske enestaaende i vor gamle dramatiske Litteratur som et Forsøg paa at føre Skolekomedien over i det verdslige og humanistiske Spor ved at behandle et Æmne af den antike Historie i tragisk Stil. Desværre er Stege lige plump og komisk ubehændig i Dialog og i dramatisk Komposition; han mangler al historisk og æsthetisk Sans".